# Coupole décagonale allongée
 (novembre 2024).
Pour les articles homonymes, voir Coupole (homonymie) et J20.
En géométrie, la coupole décagonale allongée est un des solides de Johnson (J20). Comme son nom l'indique, il peut être construit en allongeant une coupole décagonale (J5), c'est-à-dire en attachant un prisme décagonal à sa base. Le solide peut aussi être vu comme une orthobicoupole décagonale allongée (J38) avec son "couvercle" (une autre coupole décagonale) enlevé.
Les 92 solides de Johnson ont été nommés et décrits par Norman Johnson en 1966.